# Крадљивци (филм)
Крадљивци (јап. 万引き家族) је јапански драмски филм из 2018. који је написао, режирао и монтирао Хироказу Коре-еда. Са Лили Франки и Сакуром Андо у главним улогама,  ради се о породици која се ослања на крађу у продавницама да би се изборила са животом у сиромаштву.
Коре-еда је написао сценарио размишљајући о томе шта чини породицу, инспирисан извештајима о сиромаштву и крађама у продавницама у Јапану.
Снимање је почело у децембру 2017. Филм су реализовале продуцентске куће Fuji Television Network и AOI Pro producing.
Директор фотографије Кондо Рјуто је користио филмску траку 35 мм.
Крадљивци су премијерно приказани 13. маја 2018. на Филмском фестивалу у Кану, где је филм освојио Златну палму. Филм је приказан у Јапану 8. јуна 2018. и остварио је критички и комерцијални успех. Крадљивци су освојили три Маиничи филмске награде (најстарија филмска награда у Јапану), укључујући награду за најбољи филм, и Asia Pacific Screen Award за најбољи дугометражни филм, и били су номиновани за најбољи филм на страном језику на Оскара за најбољи међународни филма и Златним глобус за најбољи међународни филм.

## Радња
У предграђима Токија, сиромашна породицу живи на ивици егзистенциј. Да би преживели, баве се ситним крађама. Након једне крађе, наилазе на напуштену девојчицу и прихватају је као члана своје породице.

## Дистрибуција
Gaga Corporation је била дистрибутер филма. Изабран је за приказивање на Филмском фестивалу у Кану 2018. где је освојио Златну палму. У Јапану је приказивање почело од 8. јуна 2018. Magnolia Picturesје такође добила права за дистрибуцију филма у Северној Америци. Двадесет и трећег маја 2018, Thunderbird Releasing је стекао права дистрибуције у Великој Британији, док је Road Pictures обезбедио права за дистрибуцију у Кини.

## Пријем

### Зарада
Филм је до краја 2018. зарадио ¥4,55 милијарди ( 37,8 милиона долара) у Јапану, што га чини четвртим домаћим филмом године са највећом зарадом. У Кини је филм зарадио 14 милиона долара, у ономе што је The Hollywood Reporter назвао „невиђено јаким перформансом за увезену чисту уметничку драму“. Крадљивци су такође зарадили 3,313,513 долара у Сједињеним Америчким Државама и Канади, и 17,398,743 долара на другим територијама, за укупно 72.625.772 долара широм света. Био је комерцијално најуспешнији од пет филмова номинованих за Оскара за најбољи међународни филм 2019 .Постигао је рекорд кинеске благајне.
Током десетог викенда приказивања у Сједињеним Америчким Државама и Канади, након номинације за Оскара, филм је зарадио 190.000 долара у 114 биоскопа, што је до тада износило укупно 2,5 милиона долара.

### Критика
На порталу Rotten Tomatoes, филм има оцену 99% на основу 229 рецензија, са просечном оценом 8.8/10. На Metacritic-у, филм има просечну оцену 93 од 100, на основу 40 критичара, што указује на „универзално признање“. Крадљивци су такође уврштени на листу десет најбољих филмова критичара за 2018.
Питер Бредшо из Гардијана дао је Крадљивцима 4/5 звездица, прогласивши га „богатим, задовољавајућим филмом“, али је накнадно редиговао рецензију и филму је дао 5/5 звездица након другог гледања. Гардијан је касније поставио филм на 15. место на листи најбољих филмова 21. века. Критичарка The Hollywood Reporter-а, Дебора Јанг, назвала га је „горко-слатким” јер „супротставља фригидне емоције друштвено коректног понашања са топлином и срећом породице ниже класе”. Роби Колин која пише за The Daily Telegraph доделио је филму пет звездица и описао га је као изузетну драму.
Текст у The Japan Times је филму дао пет звездица, уз похвале стила филма.